# Waldir Azevedo

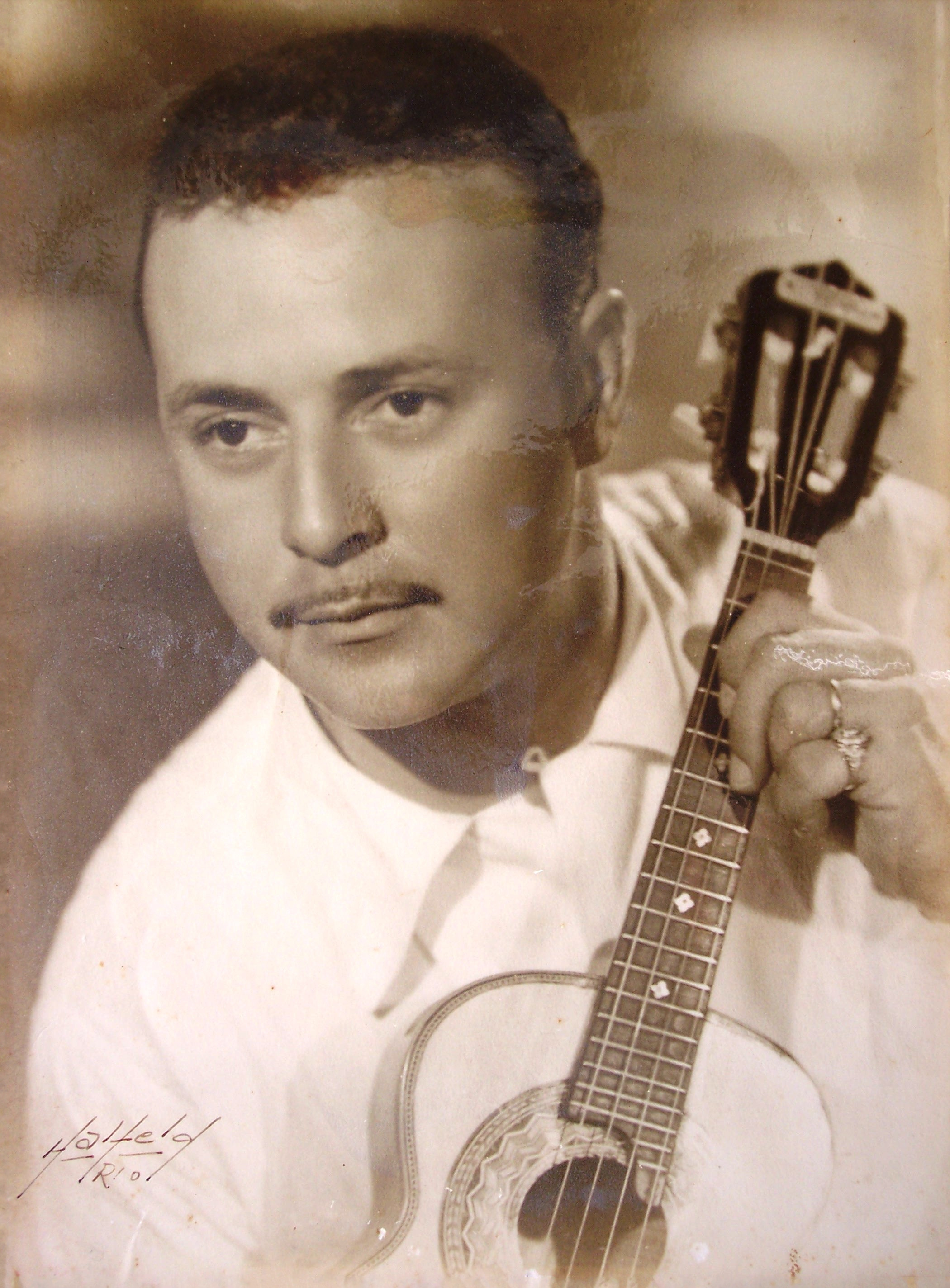
Waldir Azevedo

Waldir Azevedo (* 27. Januar 1923 in Rio de Janeiro; † 21. September 1980 in São Paulo) war ein brasilianischer Komponist und der weltweit bekannteste Virtuose auf dem Cavaquinho.

## Leben
Waldir Azevedo wuchs im Stadtteil Piedade von Rio de Janeiro auf und erlernte schon in jungen Jahren die Instrumente Querflöte, Gitarre, Mandoline und Cavaquinho. An seinem 22. Geburtstag heiratete er Olinda Barbosa. Waldir Azevedo arbeitete zunächst als Angestellter, gab dies aber 1945 auf, um Berufsmusiker zu werden und sich ganz dem Cavaquinho zu widmen.
1948 unterschrieb Waldir Azevedo einen Vertrag mit der brasilianischen Schallplattenfirma Discos Continental. Ende 1949 erschien seine erste Schallplatte mit der Komposition Brasileirinho, welche zu einem Welterfolg wurde. Neben Brasileirinho zählen Delicado und Pedacinhos do Céu zu seinen größten Erfolgen. In den folgenden Jahren unternahm Waldir Azevedo sehr erfolgreiche Konzertreisen durch viele Länder rund um den Erdball.
1971 zog er nach Brasília und lebte dort bis zu seinem Lebensende. Azevedo starb im Alter von 57 Jahren in São Paulo an den Folgen eines abdominalen Aortenaneurysmas. Sein Werk umfasst insgesamt rund 160 Kompositionen fürs Cavaquinho sowie mehr als 70 Schallplattenaufnahmen.

## Werkauswahl
- A tuba do vovô
- A voz do cavaquinho
- Alvoroço
- Amigos do samba
- Arrasta-pé
- Baião do neném
- Balada oriental
- Bo bo bom
- Brasileirinho
- Brincando com o cavaquinho
- Cachopa no frevo
- Camundongo
- Carioquinha
- Cavaquinho seresteiro
- Cinco malucos
- Chiquita
- Chorando escondido
- Chorando calado
- Choro doido
- Choro novo em dó
- Colibri
- Contando tempo
- Contraste
- Conversa fiada
- Dançando em Brasília
- Delicado
- Dobrado, embrulhado e amarrado
- Dois bicudos não se beijam
- Flor do cerrado
- Frevo da lira
- Guarânia sertaneja
- Já é demais
- Jogadinho
- Lamento de um cavaquinho
- Lembrando Chopin
- Longe de você
- Luz e sombra
- Madrigal
- Mágoas de um cavaquinho
- Marcha da espera
- Melodia do céu
- Mengo
- Meu prelúdio
- Minhas mãos, meu cavaquinho
- Minimelodia
- Moderado
- Mr. Downey
- Nosso amor
- Para dançar
- Paulistinha
- Pedacinho do Céu
- Piccina mia
- Pirilampo
- Pois não
- Queira-me bem
- Quitandinha
- Riso de criança
- Sem pretensões
- Sentimento chinês
- Só nostalgia
- Só para dois
- Sonho de criança
- Tema nº 1
- Tempo de criança
- Tic-tac
- Tio Sam
- Turinha
- Uma saudade
- Vê se gostas
- Veraneando
- Você
- Você, carinho e amor
- Vôo do marimbondo
- Waldirizando